# 天王宿站
天王宿站（日语：／ Tennōjuku eki */?）是位於群馬縣桐生市相生町二丁目477番3號，上毛電氣鐵道的上毛線車站。

## 歷史
- 1938年（昭和13年）3月10日 - 此停留所啟用[1]。
- 1957年（昭和32年）12月6日 - 升級至停車場[1]。

## 車站構造
此站是地面車站，設有1面2線的島式月台。此站是無人車站。

## 使用狀況
以下為近年使用狀況數據。
| 上下車人次變化     | 上下車人次變化 |
| 年度               | 1日平均人次    |
| ------------------ | -------------- |
| 2009年（平成21年） | 228            |
| 2010年（平成22年） | 215            |
| 2011年（平成23年） | 211            |
| 2012年（平成24年） | 207            |
| 2013年（平成25年） | 221            |
| 2014年（平成26年） | 233            |
| 2015年（平成27年） | 240            |
| 2016年（平成28年） | 264            |
| 2017年（平成29年） | 225            |
| 2018年（平成30年） | 200            |
| 2019年（令和元年） | 180            |

## 車站周邊
- 渡良瀨溪谷鐵道渡良瀨溪谷線、東武桐生線相老站
- 桐生相生郵局
- 桐生市立相生小學（日语：桐生市立相生小学校）
- 桐生明治館（日语：桐生明治館）
- 桐生土木事務所
- 桐生市民廣場
- 愛宕神社
- 藥王寺
- 文真堂書店（日语：文真堂書店） 相生店
- 前橋地方裁判所、家庭裁判所、地方檢察廳桐生分部及桐生簡易裁判所、區檢察廳合同廳舍
  - 前橋地方裁判所（日语：前橋地方裁判所）桐生分部
  - 前橋家庭裁判所（日语：前橋家庭裁判所）桐生分部
  - 桐生簡易裁判所
  - 前橋地方檢察廳（日语：前橋地方検察庁）桐生分部
  - 桐生區檢察廳

## 相鄰車站
上毛電氣鐵道
上毛線
桐生球場前－天王宿－富士山下

## 注腳
1. 1 2  沿線案内 （页面存档备份，存于）（日語） - 上毛電氣鐵道，2015年5月14日參閲。
2. ↑  市内鉄道の年間乗降客数 （页面存档备份，存于） - 桐生市

## 外部連結
- 上毛電氣鐵道　沿線資訊 （页面存档备份，存于）（日語）